# Alessandro Jacchia
Alessandro Jacchia (Città del Messico, 4 settembre 1960) è un dirigente d'azienda, produttore televisivo e sceneggiatore italiano.

## Biografia
Sposato e con due figlie, dal 2006 è Presidente e Chief Creative Officer (CCO) della Albatross Entertainment S.p.A., società che opera nell'audiovisivo, con sede a Roma. Consegue il Master in Regia cinematografica alla London Film School nel 1982 e, nel 1984, quello di Master of Fine Arts in produzione cinematografica alla University of Southern California (USC) a Los Angeles. Alessandro Jacchia inizia a lavorare a Los Angeles nel 1982, sviluppando progetti e sceneggiature in qualità di story editor per il produttore Steve Roth, alla Columbia Pictures. Nei tre anni successivi, svolge la stessa attività anche presso la Paramount Pictures, per il produttore Alain Bernheim.
Nel 1985 si trasferisce in Messico, entra in Televisa S.A., gigante delle telecomunicazioni in America Latina, come Direttore dello Sviluppo Artistico e vi resta ad operare fino al 1991. Nel 1987, diviene Produttore di Telenovelas fino al 1990 anno in cui, con la telenovela Mi segunda Madre (200 episodi) conquista nove dei dodici premi di “Tv e Novelas” per la miglior produzione televisiva dell'anno. Nel 1992 torna in Italia, entra in Lux Vide S.p.A sin dalla fondazione. È Direttore, Responsabile della produzione per i progetti europei sino al 1998. È membro CdA della Eudoxa, società di produzione partecipata dalla Lux Vide, in contemporanea svolge l'attività di Produttore. 
Dal 1993 al 2002 ha prodotto in Italia ed all'Estero ottantasette prime serate di Fiction da 100 minuti per Lux Vide S.p.A., in coproduzione con Rai, Mediaset e altri partner internazionali quali TF1, France 2, Kirchmedia, RTP, SAT1. È socio fondatore, insieme a Maurizio Momi, della Albatross Entertainment S.p.A., società specializzata nella produzione di Fiction Tv, di cui guida lo sviluppo artistico e strategico, produce oltre settanta prime serate Tv da 100 minuti, tra miniserie e serie Tv, oltre ad un film cinematografico; riesce ad includere nella rosa dei propri clienti Rai e Mediaset, la Società partecipa al finanziamento delle opere, perciò si conferma Produttore Indipendente e conserva la titolarità della maggior parte dei diritti e dei format. 
Le produzioni realizzate da Alessandro Jacchia hanno ricevuto ampi consensi dal pubblico, dalla critica e sono state notate nei più prestigiosi festival TV internazionali, tra i quali il Fipa di Biarritz, il Festival di Montecarlo, il Banff in Canada, il Festival di Shanghai, il Roma Fiction Fest. È autore di soggetti, sceneggiature di cinema e di fiction, anche realizzati da altri produttori, quali Mollo tutto, Lourdes, e format di serie quali Don Matteo e Il restauratore. Dal 2001 al 2007 è stato Docente all'Università di Urbino, dove ha insegnato Organizzazione ed Economia dello Spettacolo presso la facoltà di Sociologia, Scienze della Comunicazione. Attualmente tiene ogni anno il corso “Cos'è un'idea?” alla Libera Università Internazionale degli Studi Sociali “LUISS” e all'Università degli Studi di Roma “La Sapienza”. Nel luglio 2002 ha ricevuto il premio di Miglior Produttore Televisivo Europeo nell'ambito del 42º Festival della Televisione di Montecarlo.

## Premi
- Oscar della TV (Premio Regia Televisiva) per la Miglior Fiction dell'anno - Lo scandalo della Banca Romana, 2010
- FIPA d'Argento alla Miglior serie TV al Festival Internazionale di Biarritz – M. Momi, A. Jacchia e S. Reali per Lo scandalo della Banca Romana, 2010
- Miglior Fiction TV al Busto Arsizio Film Festival – Il bene e il male, 2009
- Miglior Produttore Televisivo Europeo al 42º Festival della Televisione di Montecarlo, 2002
- Miglior Produttore Televisivo al Festival Messicano di Tv e Novelas, 1990

## Produzioni
- Mi segunda Madre, regia di Miguel Còrcega (1989, serie TV)
- Carlo Magno, regia di Clive Donner (1993, miniserie TV)
- Una bambina di troppo, regia di Damiano Damiani (1995, film TV)
- Uno di noi, regia di Fabrizio Costa (1996, miniserie TV)
- Nuda proprietà, regia di Enrico Oldoini (1997, Film TV)
- Fatima, regia di Fabrizio Costa (1997, Film TV)
- Lui e lei, regia di Luciano Manuzzi (1996, miniserie TV)
- Dio vede e provvede, regia di Enrico Oldoini, Paolo Costella (1996, Film TV)
- Dio vede e provvede 2, regia di Enrico Oldoini, Paolo Costella (1997, serie TV)
- Dio vede e provvede 3, regia di Enrico Oldoini, Paolo Costella (1998, serie TV)
- Lui e lei 2, regia di Luciano Manuzzi (1999, miniserie TV)
- Cristallo di Rocca, regia di Maurizio Zaccaro (1999, Film TV)
- Vola Sciusciù, regia di Joseph Sargent (2000, Film TV)
- Don Matteo, regia di Enrico Oldoini (2000, serie TV)
- Don Matteo 2, regia di Andrea Barzini, Leone Pompucci (2001, serie TV)
- Angelo il custode, regia di Ugo Fabrizio Giordani, Alfredo Arciero (2001, serie TV)
- La crociera, regia di Enrico Oldoini (2001, miniserie TV)
- La Sindone - 24 ore, 14 ostaggi, regia di Ludovico Gasparini (2001, Film TV)
- Crociati, regia di Dominique Othenin-Girard (2001, Film TV)
- Don Matteo 3, regia di Enrico Oldoini, Andrea Barzini, Leone Pompucci (2002, serie TV)
- Il bambino di Betlemme, regia di Umberto Marino (2002, Film TV)

Produzioni Albatross
- L'uomo sbagliato, regia di Stefano Reali (2005, miniserie TV)
- L'uomo che sognava con le aquile, regia di Vittorio Sindoni (2006, miniserie TV)
- La fiamma sul ghiaccio, regia di Umberto Marino (2006, film)
- L'amore e la guerra, regia di Giacomo Campiotti (2007, miniserie TV)
- Operazione pilota, regia di Umberto Marino (2007, miniserie TV)
- La terza verità, regia di Stefano Reali (2007, miniserie TV)
- La vita rubata, regia di Graziano Diana (2008, Film TV)
- L'uomo che cavalcava nel buio, regia di Salvatore Basile (2008, miniserie TV)
- Il bene e il male, regia di Giorgio Serafini, Dario Acocella (2009, serie TV)
- L'isola dei segreti, regia di Ricky Tognazzi (2009, serie TV)
- Lo scandalo della Banca Romana, regia di Stefano Reali (2009, miniserie TV)
- Terra ribelle, regia di Cinzia TH Torrini (2010, serie TV)
- L'ombra del destino, regia di Pier Belloni (2011, serie TV)
- Il restauratore, regia di Giorgio Capitani e Salvatore Basile (2012, serie TV)
- Terra ribelle - Il nuovo mondo, regia di Ambrogio Lo Giudice (2012, serie TV)
- Gli anni spezzati, regia di Graziano Diana (2014, serie TV)
- Il restauratore 2, regia di Enrico Oldoini (2014, serie TV)